# Tiszadob
Tiszadob nagyközség Szabolcs-Szatmár-Bereg vármegyében, a Tiszavasvári járásban. Az 1950-es megyerendezés előtt Szabolcs vármegyéhez tartozott.

## Fekvése
A vármegye nyugati csücskében fekszik, a Holt-Tisza mellett. A megyeszékhely Nyíregyházától 42, Tiszavasváritól 21, Tiszalöktől 17,5 kilométer távolságra található.

### Megközelítése
Közúton négy irányból érhető el: Tiszadada és a túlparti Tiszalúc felől a 3612-es, Tiszavasvári felől a 3631-es, Újtikos-Tiszagyulaháza felől pedig a 3637-es úton.
A hazai vasútvonalak közül a Ohat-Pusztakócs–Nyíregyháza-vasútvonal érinti, melynek, 2009-es leállítása előtt két megállási pontja volt itt: Reje megállóhely, a Rejetanya nevű különálló településrész mellett, valamint Tiszadob vasútállomás; utóbbi a 3631-es út vasúti keresztezése mellett, annak északi oldalán helyezkedett el, közúti elérését a 31 313-as számú mellékút tette lehetővé.

## Története

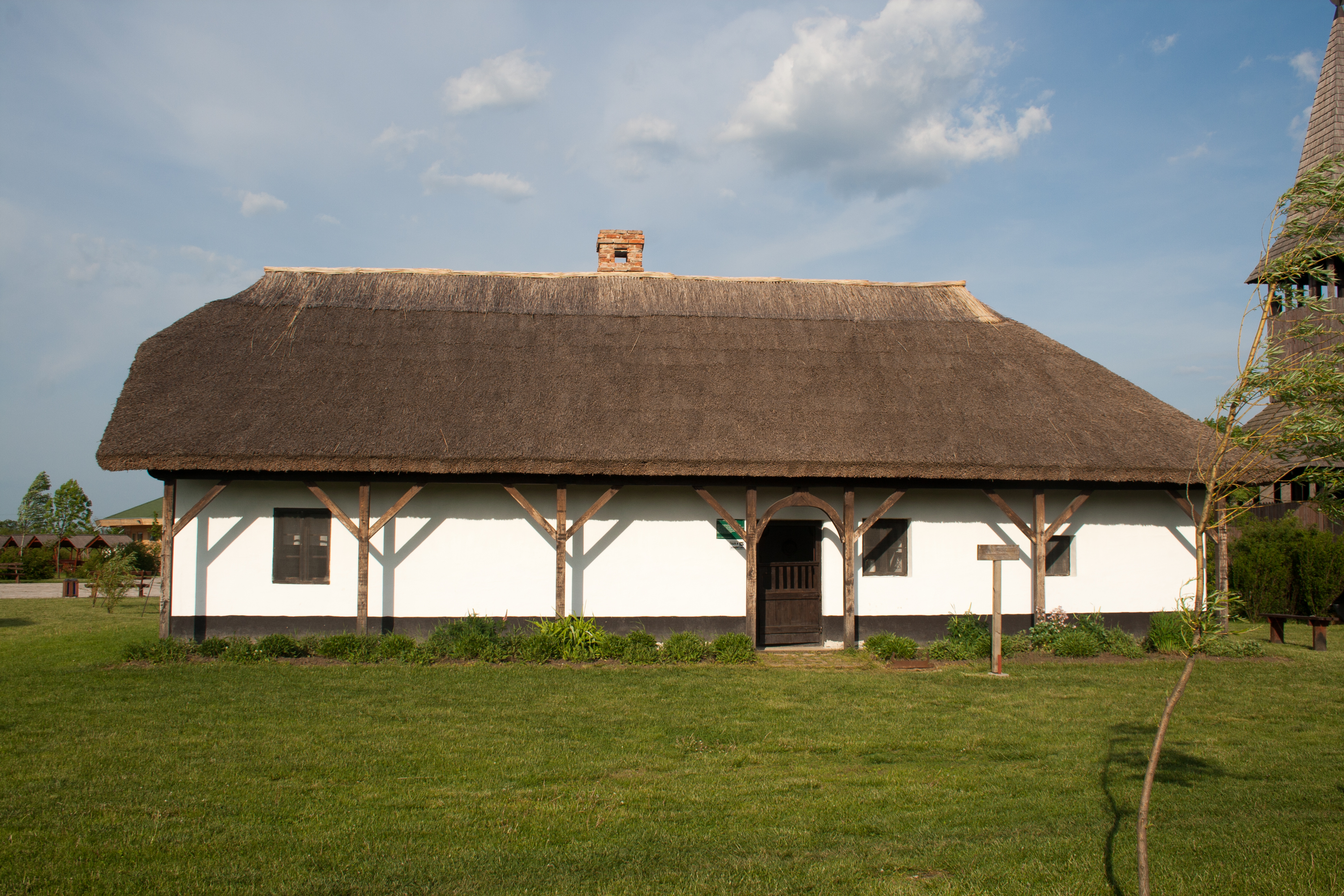
Régi (19–20. század) tiszadobi ház rekonstrukciója az M3 Archeoparkban

Tiszadob és környéke már a honfoglalás előtt is lakott hely volt. A környékén végzett ásatások során bronzkori leletek, szarmata temető nyomai kerültek felszínre, a falu határában pedig az itt húzódó Csörsz árka és egy földvár nyomaira bukkantak.
A település első írásos nyoma 1220-ból való, a Váradi regestrum tesz említést róla, majd 1336-ból van írásos nyoma. Hosszú ideig királyi birtok volt, majd a Gutkeled nemzetség Dob-i ágának birtoka. 1430-ban Zsigmond király az egri püspökségnek adományozta.
1588-tól már a Báthori-család birtokai között található. A 17. század végétől II. Rákóczi Ferencé és nővéréé, azonban a szabadságharc bukása után e birtokot is elkobozzák a Rákócziaktól.
1746-ban Károlyi Ferenc vásárolta meg, majd (beházasodás révén) az Andrássy család tulajdona lett a falu és környéke is. 1846-ban a Tisza szabályozásának kezdetét jelképezve itt, Tiszadobon tette az első kapavágást Széchenyi István gróf. E jeles esemény szereplőit idézi fel az itt állított emlékmű Széchenyi István, Andrássy Gyula és Vásárhelyi Pál nevével.
A tiszadobi gróf Andrássy kastélyt id. Andrássy Gyula, az Osztrák–Magyar Monarchia első külügyminisztere építtette 1880-1885 között. A kastély mögötti angolkertet is akkor létesítették.
Gróf Andrássy Sándor, országgyűlési képviselő volt az utolsó tulajdonosa a kastélynak és a hatalmas birtoknak. 1945 után a kastélyt és Andrássy uradalmat államosították; Andrássy Sándor két fiúgyermeke, gróf Andrássy Imre (1891–1985), és gróf Andrássy Mihály (1893–1990) kényszerült az országot elhagyni; az első az Amerikai Egyesült Államokban hunyt el, a második pedig Kanadában. A tiszadobi Andrássy kastély parkjának a területe a második világháború után csökkent, jelenleg 15 katasztrális hold. A kastélyból gyermekotthont alakítottak ki.
A második háborúra boldogfai Farkas Endre vezérkari őrnagy és felesége Lenz Klára úrnő a Tiszadobhoz tartozó 1 576 kataszteri holdas kocsordosi földbirtok (1154 kataszteri hold Tiszadobhoz, 422 kataszteri hold Kesznyétenhez tartozott) tulajdonosai voltak; az uradalmat Lenz Klára apja, Lenz József kereskedelmi tanácsos, nyékládházi földbirtokos, nagykereskedő, gróf Andrássy Sándortól vásárolta meg és ajándékba bocsátotta leányának és vejének. Lenz József saját magának pedig 935 kataszteri holdat vásárolt Andrássy Sándor gróftól a közigazgatásilag Tiszadobhoz tartozó Kesznyétenen is. Szabadidejében Farkas Endre rokonaival és barátaival előszeretettel szokott őzvadászatra utazni Tiszadobra. A második világháború végére a várandós boldogfai Farkas Endréné Lenz Klára visszavonult a tiszadobi kúriájába, ahol 1944-ben világra hozta másodszülött fiúgyermekét. A háború végén a boldogfai Farkas uraság a tiszadobi földjét kényszerült elhagynia; a földbirtokos államosították és a kis kúriát majd teljesen kifosztották ismeretlen tettesek.

## Közélete

### Polgármesterei
- 1990–1994: Szabó Péter (MDF–FKgP–KDNP)[7]
- 1994–1998: Szabó Péter (független)[8]
- 1998–2002: Szabó Péter (független)[9]
- 2002–2006: Szabó Péter (független)[10]
- 2006–2010: Bán György (független)[11]
- 2010–2014: Bán György (független)[12]
- 2014–2019: Bán György (független)[13]
- 2019–2024: Bán György (független)[14]
- 2024– : Dobszai Imre (független)[1]

## Népesség
A település népességének változása:
| Lakosok száma | 2929 | 2914 | 2881 | 2696 | 2557 | 2567 | 2532 |
|               | 2013 | 2014 | 2015 | 2021 | 2022 | 2023 | 2024 |

2001-ben a település lakosságának 93%-a magyar, 7%-a cigány nemzetiségűnek vallotta magát.
A 2011-es népszámlálás során a lakosok 84,6%-a magyarnak, 0,3% bolgárnak, 14,9% cigánynak, 0,3% románnak mondta magát (15,1% nem nyilatkozott; a kettős identitások miatt a végösszeg nagyobb lehet 100%-nál). A vallási megoszlás a következő volt: római katolikus 17,3%, református 28,4%, görögkatolikus 0,9%, evangélikus 0,2%, felekezeten kívüli 28% (24,5% nem válaszolt).
2022-ben a lakosság 88,7%-a vallotta magát magyarnak, 4,4% cigánynak, 0,2% ukránnak, 0,2% németnek, 0,1% szlováknak, horvátnak és románnak, 1,2% egyéb, nem hazai nemzetiségűnek (11,1% nem nyilatkozott; a kettős identitások miatt a végösszeg nagyobb lehet 100%-nál). Vallásuk szerint 7,8% volt római katolikus, 13,3% református, 1,4% görög katolikus, 0,9% egyéb keresztény, 0,1% evangélikus, 29,5% felekezeten kívüli (46,1% nem válaszolt).

## Közlekedés
Vonattal elérhető a Ohat-Pusztakócs–Nyíregyháza-vasútvonalon (A személyszállítás 2009. december 13-tól, a 2009/2010. évi menetrendváltástól szünetel a települést érintő (Tiszalök és Ohat-Pusztakócs közötti) vonalszakaszon.).
Tiszalúccal a Tiszadobi pontonhíd köti össze.

## Nevezetességei

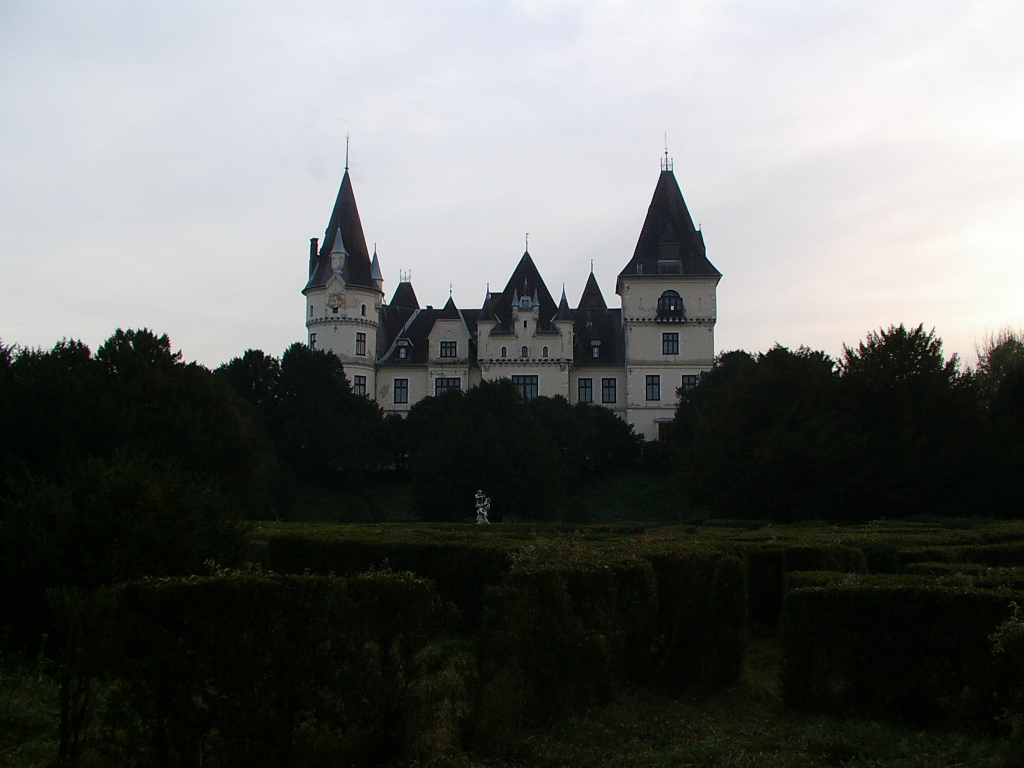
Andrássy-kastély a kert felől

Alpár Ignác tervei alapján Andrássy Gyula volt miniszterelnök építtette 1880 és 1885 között, francia gótikus stílusban. A kastélynak 365 ablaka (év napjai), 52 szobája (hetek száma), 12 tornya (hónapok száma) és 4 bejárata (évszakok száma) van. Gróf Andrássy Sándor, országgyűlési képviselő volt az utolsó tulajdonosa a kastélynak és a hatalmas birtoknak.
- Angol- és francia park

Az Andrássy-kastély udvarában található.
A könyvtárszoba egyik szekrényéből titkos alagút nyílik, ami a Tisza alatt fut a szigetre, ahol a kis kastély áll. Ez az átjáró már évekkel ezelőtt beomlott.
- Péli Tamás: Születés pannó

A kastély neves legújabbkori képzőművészeti alkotása Péli Tamás roma festő 9-szer 4,5 méteres pannója.
- Ókenézi kastély vagy Andrássy Aladár-kastély: vadászkastélynak épült, Andrássy Aladár építtette a 19. század elején.
- Tubus-torony: toronyszerű magtárépület, Andrássy Sándor fallal körülzárt majorjából maradt fenn. Ma helytörténeti múzeum található benne.
- Református temploma: középkori alapokra épült, késő barokk stílusban. Kazettás fa mennyezetét 1877-ben készítették. Műemlékké nyilvánított, rokokó stílusú szószéke kőből készült.

## Természeti értékei
Az Andrássy-kastélyt körülvevő ötszáz hektárnyi parkerdő, s az azt övező Holt-Tisza környéke – összesen kb. ezer hektár területet foglal magába – természetvédelmi oltalom alatt áll. Hozzá még holtágak, ártéri erdők és füves puszták tartoznak.
Itt található a Tisza legnagyobb gémtelepe is.

## Híres tiszadobiak
- Gulyás István (Tiszadob, 1867. március 29. – Debrecen, 1941. augusztus 13.) – pedagógus, irodalomtörténész és tankönyvíró, Gulyás Pál költő apja.
- Andrássy Katinka, „a Vörös Grófné” (Tiszadob, 1892. szeptember 21. – Antibes, Franciaország, 1985. június 12.) a tiszadobi kastélyban született.
- Réti Mátyás (Tiszadob, 1922 – Budapest, 2002) festőművész
- Szebeni Ilona (szül. Bózendorf Ilona) írónő († Budapest, 1997) itt született 1927-ben. A málenkij robotról írt könyvei forrásértékűek: Merre van a magyar hazám?… : kényszermunkán a Szovjetunióban, 1944–1949. (1991) és Haza fogunk menni : kényszermunkán a Szovjetunióban, 1944–1949. (1993). Ezeken kívül gyermekkönyvek szerzője is.
- Alföldi László (Tiszadob, 1928 – Budapest, 2015)[18] hidrogeológus
- Itt töltötte gyermekkorát Juhász Ferenc (* Nyíregyháza, 1960) országgyűlési képviselő, az MSZP alelnöke, korábbi honvédelmi miniszter
- Oláh Ibolya énekes
- Bokor József villamosmérnök
- Káli-Horváth Kálmán képzőművész, előadóművész, kommunikációs szakember, író